# Campephaga
Campephaga là một chi chim trong họ Campephagidae.

## Các loài
- Campephaga flava
- Campephaga petiti
- Campephaga phoenicea
- Campephaga quiscalina